# Ranoidea lutea
Ranoidea lutea – gatunek nadrzewnego płaza bezogonowego z podrodziny Pelodryadinae w obrębie rodziny rzekotkowatych (Hylidae).

## Występowanie
Płaz ten żyje na archipelagu Wysp Salomona, zarówno na wyspach należących do Papui-Nowej Gwinei, jak i do państwa Wyspy Salomona; występuje od wyspy Buka na północy do Santa Isabel i Nowej Georgii na południu.
Zwierzę to występuje od poziomu morza aż do 1276 m n.p.m.
Stworzenie to żyje pośród drzew w tropikalnych lasach deszczowych.

## Rozmnażanie
Rozwój larwalny prawdopodobnie ma miejsce na bagnach w obrębie lasów deszczowych. Na Wyspie Bougainville’a obserwowano jednak jak samica składa jaja na pionowej powierzchni drzewa nad wypełnioną wodą dziuplą; wykluwające się później kijanki spadały do wody.

## Status zagrożenia
W Czerwonej księdze gatunków zagrożonych IUCN gatunek ten od 2020 roku zaliczany jest do kategorii najmniejszej troski (LC, ang. Least Concern); wcześniej, od 2004 roku uznawano go za gatunek narażony (VU, ang. Vulnerable).
Jest to gatunek rzadko spotykany, a jego liczebność prawdopodobnie ulega zmniejszeniu.
Główne zagrożenie dla tego gatunku to wylesianie pod tereny dla rolnictwa i w celu pozyskiwania drewna. Inne zagrożenia to zamulenie cieków wodnych, zwiększona erozja, coraz częstsze pożary lasów, a także ekspansja osiedli ludzkich.